# The Thirteenth Chair
The Thirteenth Chair é um filme de mistério produzido nos Estados Unidos e lançado em 1929.